# Infor Global Solutions
Infor ist ein US-amerikanischer Softwareentwickler, der sich auf ERP-Software spezialisiert hat. Er wurde von Jim Schaper 2002 gegründet. Infor gehört seit 2020 vollständig zu Koch Industries. Das Unternehmen ist nicht börsennotiert.

## Geschichte

### Gründung und Unternehmensgeschichte
Infor wurde 2002 ursprünglich unter dem Namen Agilisys gegründet. Das Unternehmen kaufte 2002 den badischen ERP-Software-Entwickler Brain und Ende Sommer 2004 den saarländischen Mitbewerber Infor. Seitdem tritt das Unternehmen global unter der Marke Infor auf. Der Firmensitz war zuvor nach Alpharetta in die Metropolregion von Atlanta verlegt worden. Firmengründer Jim Schaper blieb bis 2010 der CEO des Unternehmens. Bis 2020 übernahm Infor mehr als 50 Unternehmen und wuchs zu einem Konzern mit über 3 Mrd. USD Jahresumsatz. Das Unternehmen beschäftigt (Stand 2021) etwa 17.500 Mitarbeitende.

### Akquisitionen
In der Vergangenheit hat Infor einige Akquisitionen getätigt, die besonders zur Marktkonsolidierung im deutschsprachigen Raum beigetragen haben:
- Brain International
- infor business solutions
- Varial AG
- MIS
- Lawson
- Amadeus IT Group
- Datastream
- SSA Global (ehemals Baan)
- infra:NET

Mit der Varial AG kaufte Infor erstmals einen Softwareanbieter mit Fokus auf Finanzsoftware auf. Weitere Akquisitionen sind die Unternehmen Datastream, IncoDev, Mapics, MIS, Systems Union und SSA Global. Alle Unternehmen sind inzwischen komplett in die Infor weltweit integriert worden. Die letzte Integration von Lawson ist seit Mai 2012 auch abgeschlossen worden.
Weitere weltweite Firmeneinkäufe von Infor: Daily Commerce, Syteline, Exenstity, Smartstream, Workbrain, Hansen, Provia, Profuse, Aperum, Infinium.

## Produkte
Infor bietet Software an, zum Beispiel für CRM (Customer Relationship Management), ERP (Enterprise Resource Planning) und HCM (Human Capital Management).